# Districte de Brno-venkov
El districte de Brno-venkov (en txec  Okres Brno-venkov) és un districte de la regió de Moràvia Meridional, a la República Txeca. La capital és Brno.

## Llista de municipis
Babice nad Svitavou -
Babice u Rosic -
Běleč -
Bílovice nad Svitavou -
Biskoupky -
Blažovice -
Blučina -
Borač -
Borovník -
Branišovice -
Branišovice -
Bratčice -
Brumov -
Březina (Blansko) -
Březina (Tišnov) -
Bukovice -
Cvrčovice -
Čebín -
Černvír -
Česká -
Chudčice -
Čučice -
Deblín -
Dolní Kounice -
Dolní Loučky -
Domašov -
Doubravník -
Drahonín -
Drásov -
Hajany -
Heroltice -
Hlína -
Hluboké Dvory -
Holasice -
Horní Loučky -
Hostěnice -
Hradčany -
Hrušovany u Brna -
Hvozdec -
Ivaň -
Ivančice -
Javůrek -
Jinačovice -
Jiříkovice -
Kaly -
Kanice -
Katov -
Ketkovice -
Kobylnice -
Kovalovice -
Kratochvilka -
Křižínkov -
Kupařovice -
Kuřim -
Kuřimská Nová Ves -
Kuřimské Jestřabí -
Lažánky -
Ledce -
Lelekovice -
Lesní Hluboké -
Litostrov -
Loděnice -
Lomnice -
Lomnička -
Lubné -
Lukovany -
Malešovice -
Malhostovice -
Maršov -
Medlov -
Mělčany -
Měnín -
Modřice -
Mokrá-Horákov -
Moravany -
Moravské Bránice -
Moravské Knínice -
Moutnice -
Nebovidy -
Nedvědice -
Nelepeč-Žernůvka -
Němčičky -
Neslovice -
Nesvačilka -
Níhov -
Nosislav -
Nová Ves -
Nové Bránice -
Odrovice -
Ochoz u Brna -
Ochoz u Tišnova -
Olší -
Omice -
Opatovice -
Ořechov -
Osiky -
Oslavany -
Ostopovice -
Ostrovačice -
Otmarov -
Pasohlávky -
Pernštejnské Jestřabí -
Podolí -
Pohořelice -
Ponětovice -
Popovice -
Popůvky -
Pozořice -
Prace -
Pravlov -
Prštice -
Předklášteří -
Přibice -
Příbram na Moravě -
Přibyslavice -
Přísnotice -
Radostice -
Rajhrad -
Rajhradice -
Rašov -
Rebešovice -
Rohozec -
Rojetín -
Rosice -
Rozdrojovice -
Rudka -
Řícmanice -
Říčany -
Říčky -
Řikonín -
Senorady -
Sentice -
Silůvky -
Sivice -
Skalička -
Skryje -
Sobotovice -
Sokolnice -
Stanoviště -
Strhaře -
Střelice -
Svatoslav -
Synalov -
Syrovice -
Šerkovice -
Šlapanice -
Štěpánovice -
Šumice -
Telnice -
Těšany -
Tetčice -
Tišnov -
Tišnovská Nová Ves -
Trboušany -
Troskotovice -
Troubsko -
Tvarožná -
Újezd u Brna -
Újezd u Rosic -
Újezd u Tišnova -
Unín -
Unkovice -
Úsuší -
Velatice -
Veverská Bítýška -
Veverské Knínice -
Viničné Šumice -
Vlasatice -
Vohančice -
Vojkovice -
Vranov -
Vranovice -
Vratislávka -
Všechovice -
Vysoké Popovice -
Žabčice -
Zakřany -
Zálesná Zhoř -
Zastávka -
Žatčany -
Zbraslav -
Zbýšov -
Žďárec -
Želešice -
Železné -
Zhoř -
Židlochovice